# Dactylanthus taylorii
Dactylanthus taylorii là một loài thực vật có hoa trong họ Balanophoraceae. Loài này được Hook.f. mô tả khoa học đầu tiên năm 1859.